# Trachylepis madagascariensis
Trachylepis madagascariensis (мадагаскарська мабуя) — вид сцинкоподібних ящірок родини сцинкових (Scincidae). Ендемік Мадагаскару.

## Поширення і екологія
Мадагаскарські мабуї мешкають на Центральному нагір'ї острова Мадагаскар. Вони живуть в саванах, на високогірних луках і пустищах. Зустрічаються на висоті понад 2000 м над рівнем моря.